# Erebia finitima
Erebia finitima är en fjärilsart som beskrevs av Goltz 1939. Erebia finitima ingår i släktet Erebia och familjen praktfjärilar. Inga underarter finns listade i Catalogue of Life.